# Jurģis Skulme
Jurģis Skulme, né le 13 septembre 1928 à Riga – mort le 25 février 2015, est un peintre letton.

## Biographie
Jurģis Skulme est né dans une famille d’artistes. Son père était le peintre Uga Skulme (en) (1895-1963), sa cousine Džemma Skulme (1925-2019) était également peintre.